# Mohammed Ali Samatar

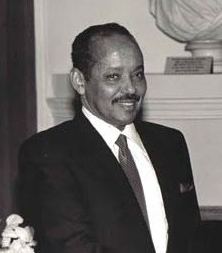
Mohammed Ali Samatar

Mohammed Ali Samatar (* 1931; † 19. August 2016 in Virginia) war ein General der somalischen Armee und bedeutendes Regierungsmitglied in Somalia unter Siad Barre. Er war von 1980 bis 1986 Verteidigungsminister. Vom 1. Februar 1987 bis zum 3. September 1990 war er der erste Premierminister des Landes, seit Barre 1969 im Zuge eines Militärputsches die Macht erlangt und dieses Amt abgeschafft hatte.
Samatar lebte zuletzt in Fairfax, Virginia. 2004 reichten mehrere Somalier mit Hilfe der Organisation Center for Justice and Accountability in den USA Klage gegen ihn ein, da er für umfangreiche Menschenrechtsverletzungen der somalischen Armee in den 1980er Jahren mitverantwortlich gewesen sei.